# Matt Barlow

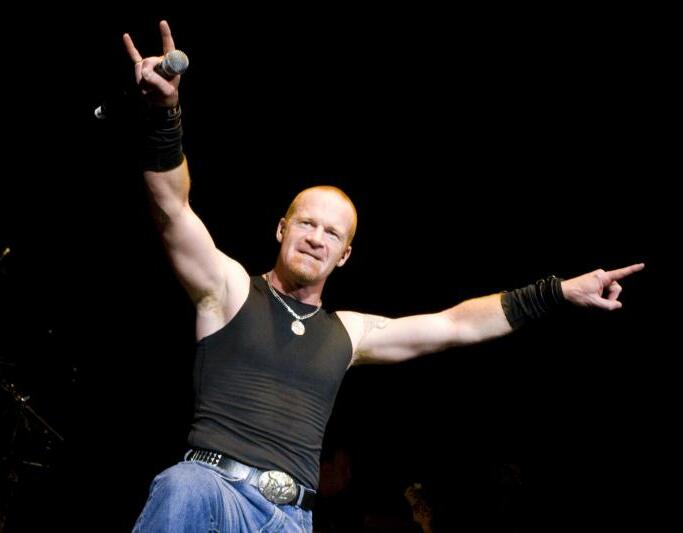
Matt Barlow (2010)

Matthew „Matt“ Barlow (* 10. März 1970 in Biloxi, Mississippi) ist ein US-amerikanischer Metal-Sänger. Er war von 1995 bis Mitte 2003 und von 2008 bis 2011 Leadsänger der Power-Metal-Band Iced Earth.
Barlow stieß als neuer Sänger 1994 zu Iced Earth und steuerte Texte und Gesang zu den Alben Burnt Offerings (1995), The Dark Saga (1996), Something Wicked This Way Comes (1998) und Horror Show (2001) bei. 2003 wurde er jedoch von Bandleader Jon Schaffer durch den ehemaligen Judas-Priest-Sänger Tim „Ripper“ Owens ersetzt.
Barlow trat 2007 der Power-Metal-Band Pyramaze bei und sang dort das Album Immortal ein, kurz nach den Aufnahmen verließ er die Band jedoch wieder. Noch im Dezember desselben Jahres bestätigte er seine Rückkehr zu Iced Earth. Im darauffolgenden Jahr erschien von Iced Earth The Crucible of Man (Something Wicked Part 2), bei dem Barlow wieder den Gesang übernahm.
Anfang März 2011 kündigte Barlow seinen endgültigen Rücktritt von Iced Earth nach den 2011er Sommerfestivals in Europa an. Als Beweggründe nannte er den Zeitmangel für seine Familie. Am 6. August 2011 fand auf dem Wacken Open Air seine letzte Show mit der Band statt.
Im August 2012 gründete er gemeinsam mit Freddie Vidales (Ex-Bassist von Iced Earth) und Van Williams (Ex-Schlagzeuger von Nevermore) eine neue Band namens Ashes of Ares. Anfang 2018 gründete Barlow zusammen mit dem Pyramaze-Keyboarder Jonah Weingarten das Projekt Sentinels. Das Duo veröffentlichte am 6. Juli 2018 das Album We are Sentinels.

## Bands

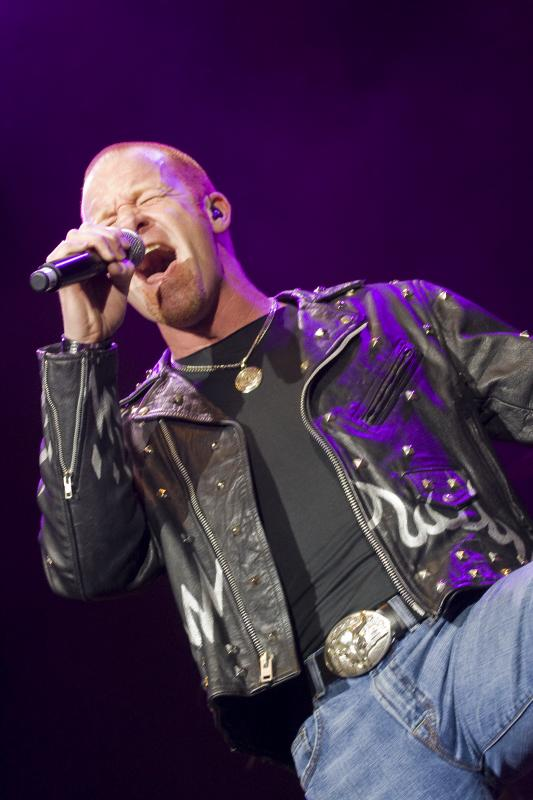
Matt Barlow (2010)

- Cauldron (1988–1993)
- Iced Earth (1993–2002, 2007–2011)
- Pyramaze (2007)
- Ashes of Ares (seit 2012)

## Diskographie
- Mit Cauldron
  - Cauldron (Demo, 1990)
  - Driven By Hate (Demo, 1993)

- Mit Iced Earth
  - Burnt Offerings (1995)
  - The Dark Saga (1996)
  - Days of Purgatory (Best-of-Album, 1997)
  - Something Wicked This Way Comes (1998)
  - The Melancholy E.P. (EP, 1999)
  - Alive in Athens (Live-Album, 1999)
  - Frankenstein/Ghost of Freedom (EP, 2001)
  - Horror Show (2001)
  - Tribute To the Gods (2002)
  - I Walk Among You (Single, 2008)
  - The Crucible of Man (2008)

- Mit Pyramaze
  - Immortal (2008)

- Mit Ashes of Ares
  - Ashes of Ares (2013)
  - Well of Souls (2018)
  - Emperors And Fools (2022)
- Mit Sentinels
  - We are Sentinels (2018)